# Polygonum afromontanum
Polygonum afromontanum är en slideväxtart som beskrevs av Percy James `Peter' Greenway. Polygonum afromontanum ingår i släktet trampörter, och familjen slideväxter. Inga underarter finns listade i Catalogue of Life.